# Grimme-Preis 2012
Der 48. Grimme-Preis wurde 2012 verliehen. Die Gewinner wurden am 13. März bekanntgegeben, die Preisverleihung fand am 23. März 2012 in Marl statt.

## Fiktion

### Preisträger
- Homevideo (ARTE/NDR/BR)
  - Jan Braren (Buch)
  - Kilian Riedhof (Regie)
  - Benedict Neuenfels (Bildgestaltung)
  - Jonas Nay, Sophia Boehme (Darstellung)

- Die Hebamme – Auf Leben und Tod (ZDF/ORF)
  - Peter Probst (Buch)
  - Dagmar Hirtz (Regie)
  - Jo Heim (Bildgestaltung)
  - Brigitte Hobmeier (Darstellung)
  - Rudi Czettel (Szenenbild/Ausstattung)

- Liebesjahre (ZDF)
  - Magnus Vattrodt (Buch)
  - Matti Geschonneck (Regie)
  - Iris Berben, Peter Simonischek, Nina Kunzendorf, Axel Milberg (Darstellung)

- Ein guter Sommer (ARD/HR)
  - Edward Berger (Buch/Regie)
  - Michael Schenk (Buch)
  - Andreas Schmidt, Jördis Triebel, Devid Striesow (Darstellung)

- Grimme-Preis „Spezial“ für die Idee, Konzeption und Umsetzung des Formats Dreileben (ARD/BR/Degeto/WDR):
  - Dominik Graf
  - Christoph Hochhäusler
  - Christian Petzold

### Weitere Nominierungen
- Tatort: Das Dorf (ARD/HR)
- Die letzte Spur – Alexandra, 17 Jahre (Sat.1/ORF)
- Es ist nicht vorbei (ARD/SWR/rbb)
- Hand in Hand (ZDF)
- Polizeiruf 110: Cassandras Warnung (ARD/BR)
- Der Brand (SWR)
- Kehrtwende (ARD/WDR)
- Tatort: Ausgelöscht (ARD/rbb/ORF)
- Das große Comeback (ZDF)
- In den besten Jahren (ARD/WDR)
- Tatort: Der Tote im Nachtzug (ARD/HR)
- 66/67 – Fairplay war gestern (ARTE/ZDF)
- Nacht ohne Morgen (ARD/WDR)
- Es war einer von uns (ARTE/ZDF)
- Die Lehrerin (ARTE/ZDF; Nachnominierung)
- Salami Aleikum (ZDFneo/ZDF; Nachnominierung)

Serien & Mehrteiler
- Ijon Tichy: Raumpilot (ZDFneo/ZDF)
- Verschollen am Kap (ZDF)

Spezial
- Anneke Kim Sarnau und Charly Hübner als Ermittlerduo in den Folgen Feindbild und … und raus bist du der Reihe Polizeiruf 110 (ARD/NDR)
- Burkhard Althoff (Redaktion Das kleine Fernsehspiel) und Milena Bonse (Zentralredaktion Neue Medien) für das crossmediale Projekt Wer rettet Dina Foxx? (ZDF)

### Jury
- Silke Burmester, freie Journalistin, Hamburg
- Patrick Bahners, Frankfurter Allgemeine Zeitung, Frankfurt/Main
- Lars von der Gönna, Westdeutsche Allgemeine Zeitung, Essen
- Anna Barbara Kurek, Hochschule für Film und Fernsehen „Konrad Wolf“, Potsdam
- Annette Lorey, VHS Leverkusen
- Dagmar Mikasch-Köthner, VHS Stuttgart
- Diemut Roether, epd medien, Frankfurt/Main
- Thomas Gehringer, freier Journalist, Köln
- Sybille Simon-Zülch, freie Journalistin, Bremen
- Jutta Wiegmann, iSFF an der VHS Berlin-Mitte, Berlin
- Michael Schmid-Ospach, freier Journalist, Wachtberg

## Information & Kultur

### Preisträger
- Geschlossene Gesellschaft – Der Missbrauch an der Odenwaldschule (ARD/SWR/HR)
  - Regina Schilling und Luzia Schmid (Buch/Regie)
- The Other Chelsea (ZDF)
  - Jakob Preuss (Buch/Regie)
- Die Jungs vom Bahnhof Zoo (rbb/NDR)
  - Rosa von Praunheim (Buch/Regie)
- Alarm am Hauptbahnhof – Auf den Straßen von Stuttgart 21 (ARD/SWR)
  - Sigrun Köhler, Wiltrud Baier (Buch/Regie)
- Mein Leben – Die Fotografin Sibylle Bergemann (ARTE/ZDF)
  - Maria Wischnewski (Buch)
  - Sabine Michel (Regie)

### Weitere Nominierungen
- Die Wahrheit über Dracula (ARTE/HR)
- Auf Teufel komm raus (WDR/BR)
- Auf der Suche nach Peter Hartz (ARD/SWR/WDR)
- Gott bewahre! – Die Welt der ultraorthodoxen Juden in Israel (ARTE/SWR)
- Mein Leben – Flake (ARTE/ZDF)
- Teufels Werk und Gottes Beitrag (WDR/BR)
- Abgefackelt – Wie Ölkonzerne unser Klima killen (ARTE/NDR)
- Die Wolke – Tschernobyl und die Folgen (ARTE/MDR)
- Mein Leben mit Carlos (ARTE/ZDF)
- Holding Still (ARTE/WDR)
- 45 Min. – Schmutzige Schokolade (NDR)
- Girls in Popsongs (ARTE/rbb)
- Kongo-Müller: Eine deutsch-deutsche Geschichte (ARTE/ZDF)
- Kinshasa Symphony (WDR/rbb; Nachnominierung)
- Reine Männersache (ZDF; Nachnominierung)

Serien & Mehrteiler
- Sportclub History (NDR)
- Der Marker (ZDFkultur/ZDF)
- Hitlers Polizei (ARD/ARTE/rbb/WDR)

### Jury
- Ute Bischoff, VHS Lingen
- Annette Borkel, VHS Hamburg
- David Denk, taz, Berlin
- Holm Henning Freier, Freier Journalist, Neubrandenburg
- Joachim Huber, Der Tagesspiegel, Berlin
- Heike Hupertz, Freie Journalistin, Friedrichsdorf
- Detlef Ruffert, Institut für Medienpädagogik und Kommunikation, Dreieich
- Ingrid Schöll, VHS Bonn
- Fritz Wolf, Medienbüro, Düsseldorf

## Unterhaltung

### Preisträger
- Der Tatortreiniger (NDR)
  - Mizzi Meyer (Buch)
  - Arne Feldhusen (Regie)
  - Bjarne Mädel (Darsteller)
  - Benjamin Ikes (Schnitt)

- Walulis sieht fern (Tele5)
  - Philipp Walulis

### Weitere Nominierungen
- neoParadise (ZDFneo/ZDF)
- Let’s Dance (RTL)
- Die Bülent Ceylan Show (RTL)
- Cover My Song (VOX)
- heute-show (ZDF)
- Zeiglers wunderbare Welt des Fußballs (WDR)
- Konspirative Küchenkonzerte (ZDFkultur/ZDF)
- Die Show des Scheiterns (ZDFkultur/ZDF)
- Pelzig hält sich (ZDF)
- Klein gegen groß – das unglaubliche Duell (ARD/NDR)
- Pastewka (5. Staffel) (Sat.1)
- Danni Lowinski (2. Staffel) (Sat.1)
- Stromberg (5. Staffel) (ProSieben)

Spezial
- Anke Engelke, Judith Rakers und Stefan Raab für den Opening Act und die Gesamtpräsentation der Finalsendung des Eurovision Song Contest 2011 (ARD/NDR)
- Johannes Büchs, Matthias Grübel, Martina Hauschild, Alicia Anker, Julian Amershi (Autoren) und Robert Missler (Sprecher) für die Produktion der Rubrik NNN – Neueste Nationale Nachrichten in der satirischen Sendereihe Extra 3 (NDR)
- Das Schauspielerteam des Tatorts Münster für langjährige herausragende Leistung in der humoristischen Fernsehunterhaltung: Jan Josef Liefers, Axel Prahl, Christine Urspruch, Mechthild Großmann, Friederike Kempter und Claus Dieter Clausnitzer (ARD/WDR)

### Jury
- Hans Hoff, Freier Journalist, Düsseldorf
- Tilmann P. Gangloff, Freier Journalist, Allensbach
- Steffen Grimberg, taz, Berlin
- Miriam Janke, Freie Journalistin, Berlin
- Linda Mößner, Augsburger Volkshochschule, Hamburg
- Clemens Niedenthal, Freier Journalist, Berlin
- Hannah Pilarczyk, Spiegel Online, Hamburg
- Torsten Zarges, kress, Köln
- Brigitte Zeitlmann, Medienwissenschaftlerin, Bonn

## Sonderpreise

### Sonderpreis des Landes NRW
- Du bist kein Werwolf (Ki.KA/WDR)
  - Manuela Kalupke
  - Andreas Dölfs
  - Ralph Caspers

#### Weitere Nominierungen
- Krimi.de – Schuldig (Ki.Ka.)
- Nils Holgersons wunderbare Reise (NDR)
- Die zertanzten Schuhe (MDR)
- Checker Can – Theatercheck (BR)
- Die Sendung mit der Maus – Special Atomenergie (WDR)

#### Jury
- Nina Bittcher, Internationales Kinder- und Jugendfilmfest Marl, Bremen
- Tilmann P. Gangloff, Freier Journalist, Allensbach
- Amina Johannsen, LVR-Zentrum für Medien und Bildung, Düsseldorf
- Detlef Ruffert, Institut für Medienpädagogik und Kommunikation, Dreieich
- Ruth Schiffer, Ministerium für Familie, Kinder, Jugend, Kultur und Sport, Düsseldorf
- Gudrun Sommer, doxs! dokumentarfilme für kinder und jugendliche, Duisburg

### Publikumspreis der Marler Gruppe
- Mein Leben – Die Fotografin Sibylle Bergemann (ARTE/ZDF)
  - Maria Wischnewski (Buch)
  - Sabine Michel (Regie)
  - Uwe Mann (Bildgestaltung)
  - Ann-Christin Hornberger (Redaktion)

#### Jury
Mark Blumberg, Laura Di Betta, Nicole Gerth, Margret Grützner, Leo Hansen, Tim Hartelt, Gabriele Knafla, Anita Kolb, Kurt Langer, Ursula Möbus, Martha Paszkiewicz, Anna Pelz, Christiane Tausch, Katharina Terwonne, Pascal Weiland, Heidi Weinert

### Eberhard-Fechner-Förderstipendium der VG Bild-Kunst
- Brigitte Maria Bertele für Der Brand (SWR)

### Auszeichnung des Stifters
Besondere Ehrung des Deutschen Volkshochschul-Verbandes an Hannelore Hoger.